# Curçay-sur-Dive
Curçay-sur-Dive é uma comuna francesa na região administrativa da Nova Aquitânia, no departamento de Vienne. Estende-se por uma área de 15,79 km². Em 2010 a comuna tinha 216 habitantes (densidade: 13,7 hab./km²).